# Sixto Gutiérrez Chamorro
Sixto Gutiérrez Chamorro fue un ingeniero y político peruano. Diputado por Arequipa (1956-1962); Senador por Madre de Dios (1963-1968) y Ministro de Fomento y Obras Públicas (1968).

## Biografía
Hijo de Sixto Gutiérrez Galloso, natural de Mollendo, quien fuera electo alcalde de dicha localidad en 1926, aunque no llegó a asumir dicha función.
En 1956 fue elegido diputado por Arequipa al Congreso de la República del Perú, desempeñando dicha función bajo el segundo gobierno de Manuel Prado Ugarteche. En 1963 fue elegido senador por Madre de Dios, siendo truncado su periodo por el golpe militar de 3 de octubre de 1968.
Durante el primer gobierno del arquitecto Fernando Belaúnde Terry, fue Ministro de Fomento y Obras Públicas, de 29 de enero a 20 de marzo de 1968.